# Peter Feldmann (Maler)
Peter Feldmann (* 1790 in Krefeld; † 1871 ebenda) war ein deutscher Landschaftsmaler, Zeichner und Lithograf.

## Leben
Vor 1819 erfolgte seine erste Ausbildung durch den Vater in Krefeld. Zwischen 1819 und 1822 hielt sich Feldmann in Paris auf. Anschließend unternahm er Studienreisen durch Frankreich und um 1824/25 eine Reise nach Italien. Ab 1825 war er Schreib- und Zeichenlehrer am Gymnasium in Duisburg. Feldmann unternahm 1830–1832 Reisen nach Baden-Baden und in die Schweiz, 1842 fand ein zweiter Parisaufenthalt statt.

## Werke (Auswahl)
- Eiche, 1819, Kohle, 46 × 30,2 cm, Beschriftung: „Chêne d’après nature au bois de boulogne 1819“, Krefeld, Kunstmuseen Krefeld
- Landschaft, Mondschein, Verbleib unbekannt (Salon 1819, Nr. 435)
- Landschaft, Sonnenuntergang, Verbleib unbekannt (ebd., Nr. 434)
- Bei Compiègne, um 1819–1822, Bleistift, 26,4 × 40 cm, Beschriftung: „Frankreich, Compiene“, Krefeld, Kaiser-Wilhelm-Museum
- Ruinen bei Pierrefonds, um 1819–1822, Bleistift, 26,7 × 37,2 cm, Beschriftung: „a Pierrfon“, „Paris Pierrefond, Frankreich“, Krefeld, Kaiser-Wilhelm-Museum
- Bei Royat, um 1819–1822, Bleistift, 25,7 × 38,5 cm, Beschriftung: „à Royat“, Krefeld, Kaiser-Wilhelm-Museum
- Royat, um 1819–1822, Bleistift, 28,4 × 35,9 cm, Beschriftung: „Royat“, Krefeld, Kaiser-Wilhelm-Museum